# Seznam hrvaških botanikov
Seznam hrvaških botanikov.

## A
- Josip Accurti
- Lujo Adamović (1864 - 1935)
- Zdravko Arnold (1898 - 1943) (vrtnarski strokovnjak)

## B
- Janko Barle (etnobotanik)
- Kamilo Blagajić (1861 - 1913)
- Karlo Bošnjak (1866 - 1953)
- Matija Botteri (1808 - 1877, Mehika)
- Erik Brandis (1834 - 1921)

## D
- Zvonimir Devidé (1921 - 2011)
- Radovan Domac (1918 - 2003)
- Katarina Daniela Dubravec (r. Matek)? (*1933) (slov.-hrv.)

## F
- Aurel Forenbacher (1882 - 1972)

## G
- Valentina Gaži-Baskova (1913 - 1992)
- Stjepan Gjurašin (1867 - 1936)
- Mihovil Gračanin ?

## F
- (Ivan Focht - mikolog)
- (Sergej Forenbacher)
- (Pavle Fu-karek 1912-83) (BiH)

## G
- M. Gračanin

## H
- Ambroz Haračić
- Anton Heinz
- Dragutin Hirc
- Ivo Horvat (1897 - 1963)
- Stjepan Horvatić
- Josip Vincent Host
- Nikola Toma Host
- Nada Hulina

## I
- Ljudevit Ilijanić (1928 -)

## J
- Josip Janda (1846 - 1896)
- Bohuslav Jiruš (1841 - 1901) (češko-hrvaški)

## K
- Zora Klas (1902 - 1991)
- Mira Knežević (1943 -)
- Branka Kolevska-Pletikapić
- Josip Kovačević (1910 - 1980)
- Fran Kušan (1902 - 1972)
- Pavao Kvakan (1893–1952)

## M
- Zlatko Malović (1916 - 1989)
- Eduard Musić (1914 - 1994)

## P
- Josip Pančić (hrv.-srb.)
- Zlatko Pavletić (1920 - 1981)
- Ivo Pevalek (1893 - 1967)

## R
- Ljudevit Rossi (1850 - 1932)

## Š
- Ante Špan (1929 – 2001) (slovenskega rodu)
- Bogoslav Šulek (1816 - 1895)

## V
- Bogdan Varićak (1898 – 1951) (tudi mikolog)
- Vale Vouk